# Ruda (fisk)
Ruda (Carassius carassius) är en art i familjen karpfiskar. Den liknar karpen men saknar dennas karaktäristiska skäggtömmar och är inte lika avlång. Den lever i färskvatten som inte är för strömt, och är en uppskattad fisk vid mete. Den är inte vanlig som matfisk, men då den är mycket seglivad används den ibland som bete vid gäddmete. 
Rudan beskrevs först av Carl von Linné, 1758. Rudan ingår i släktet Carassius, och familjen karpfiskar.. IUCN kategoriserar arten globalt som livskraftig. Arten är reproducerande i Sverige. Inga underarter finns listade.

## Namnet Ruda
Ruda kommer av fornsvenskans Rudha som är nära besläktat med ordet röd.

## Ekologi
Rudan lever nästan uteslutande i stillaflytande vatten som sjöar, dammar, långsamflytande floder och bakvatten, men kan även förekomma i flodmynningar vid innanhavsbäcken som bland annat i Östersjön och Nordsjön. Arten är en allätare, som lever av plankton, bottenlevande ryggradslösa djur, växter och detritus.

### Övervintring och andning
Rudan har en exceptionell överlevnadsförmåga och kan övervintra i bottenfrusna gölar genom att den tillbringar vintermånaderna i dvala i icke fruset bottenslam helt utan syre. Rudan har exceptionell förmåga att överleva i syrefattigt vatten eftersom den bland annat, vid behov, kan anpassa sina gälar så att de får en större yta . men den har utöver detta möjlighet att omvandla kroppens slaggprodukter till alkohol istället för mjölksyra. Förmågan kan delvis förklaras genom att rudan vid anoxiska förhållanden producerar alkohol som avlägsnas via gälarna, en process som kan jämföras med ölbryggning, när jäst omvandlar kolhydrater till alkohol.

### Sjöruda och dammruda
Rudan har ibland delats upp i två tillväxttyper eller arter, sjöruda och dammruda, där sjörudan är mer högryggad än dammrudan. Det finns en utbredd uppfattning att de olika typerna uppstår allt efter näringstillgång. Egentligen är det samma art, som kompenserar närvaro av rovfisk genom att växa sig större. Sjörudan utvecklas då på höjden för att undvika predation (av till exempel gädda). Om predatorer inte finns (i en damm t.ex.) är det ingen vinst i att tillväxa på höjden och individen förblir låg, och kallas då dammruda . Förmågan att anpassa sig efter miljön på det här sättet kallas fenotypisk plasticitet.

## Utbredning
Utsprungsområdet utgörs av sötvattensområden (flodmynningar) i delar av havsbäckenet i Nordsjön, havsbäckena i Östersjön (till omkring 66° N), Vita havet, Barents hav, Svarta havet, delar av Kaspiska havet samt Egeiska havet (speciellt floden Maritsas avrinningsområde). Vidare ingår flodsystemen i Europa från Rhen i väster, över större delen av kontinenten, inklusive Norden utom längst i norr, till Kolymafloden i Ryssland i öster. Arten har sedan spritts utanför sitt ursprungliga område, bland annat till Italien, Frankrike och Storbritannien (även om det också finns en uppfattning att den skulle ha varit ursprunglig i sydöstra England).

### Rudan i Fennoskandia
Rudan är utplanterad på många håll i Sverige, och dess faktiska utbredningsområde är betydligt större än det naturliga utbredningsområdet. Utplantering av ruda i skogsdammar får till följd att vissa andra arter som har svårare att hävda sig försvinner, och rudan är nästan omöjlig att utrota. Dammrudan förökar sig lätt och är enkel att odla i större akvarier och i dammar. I forna tider var rudan en viktig matfisk, och Cajsa Warg har recept på den i sin kokbok.
Det svenska sportfiskerekordet ligger på 3,030 kg efter att tidigare rekordfisk på 3,07 kg visat sig vara en hybrid.
I Finland förekommer rudan glest, framför allt längs väst- och sydkusten. Den är dock klassificerad som livskraftig ("LC").

## Bygdemål
| Namn    | Trakt         | Referens |
| ------- | ------------- | -------- |
|         |               |          |
| Karussa | Skåne         | [ 17 ]   |
| Kroppa  | Västergötland | [ 18 ]   |

## Rudan i populärkulturen
Carl Michael Bellman skaldade om rudan i Fredmans epistel 71, Til Ulla i fenstret på Fiskartorpet, Middagstiden, en Sommardag. Där sjungs "...eller ur Sumpen en sprittande Ruda..."